# Ferdinand II. Habsburški
Če iščete habsburškega nadvojvodo in vladarja Tirolske ter Prednje Avstrije, poglejte geslo Ferdinand II. Tirolski.
Ferdinand II. Habsburški, od 1617 češki kralj – s prekinitvijo v letih 1619/20 –, od leta 1618 ogrski kralj in od leta 1619 cesar Svetega rimskega cesarstva, * 9. julij 1578, Gradec; † 15. februar 1637, Dunaj.
Ferdinand II. je bil sin nadvojvode Karla II. (1540–1590) in Marije Ane Bavarske (1551–1608). Izviral je iz stranske, notranjeavstrijske linije Habsburžanov.
Od leta 1595 je samostojno vladal Notranji Avstriji, kjer je izvedel konsekventno protireformacijo. Leta 1617, že pred smrtjo cesarja Matije je postal češki, leta 1618 pa še ogrski kralj. Njegov poskus razširitve protireformacije na Češko je sprožil tridesetletno vojno.
Po smrti cesarja Matije je bil 28. avgusta 1619 v Frankfurtu okronan za cesarja. Njegovo vlado je zaznamovala tridesetletna vojna. Pred smrtjo je dosegel izvolitev sina, Ferdinanda III. za rimsko-nemškega kralja, nato pa je umrl na Dunaju. Pokopan je v družinskem mavzoleju v Gradcu.